# Yemen ai Giochi della XXX Olimpiade
Lo Yemen ha partecipato ai Giochi della XXX Olimpiade di Londra che si sono svolti dal 27 luglio al 12 agosto 2012. È stata la 6ª partecipazione degli atleti yemeniti ai giochi olimpici estivi.
Gli atleti della delegazione yemenita sono stati 4 (3 uomini e 1 donna), in 3 discipline. Alla cerimonia di apertura il portabandiera è stato il taekwondoka Tameem Al-Kubati, mentre il portabandiera della cerimonia di chiusura è stato Nabil Mohammed Al-Garbi, atleta specializzato nel mezzofondo.
Nel corso della manifestazione, lo Yemen non ha ottenuto alcuna medaglia.

## Atletica leggera
| Q | Qualificato al turno successivo per la posizione in qualificazione                                                           |
| q | Qualificato per il turno successivo per ripescaggio o, negli eventi su campo, conquistando la misura minima per qualificarsi |

### Maschile
Eventi di corsa su pista e strada
| Atleta                  | Evento | Batteria  | Batteria  | Semifinale      | Semifinale      | Finale          | Finale          |
| Atleta                  | Evento | Risultato | Posizione | Risultato       | Posizione       | Risultato       | Posizione       |
| ----------------------- | ------ | --------- | --------- | --------------- | --------------- | --------------- | --------------- |
| Nabil Mohammed Al-Garbi | 1500 m | 3'55"46   | 14º       | non qualificato | non qualificato | non qualificato | non qualificato |

### Femminile
Eventi di corsa su pista e strada
| Atleta                 | Evento | Batteria  | Batteria  | Quarto di finale | Quarto di finale | Semifinale      | Semifinale      | Finale          | Finale          |
| Atleta                 | Evento | Risultato | Posizione | Risultato        | Posizione        | Risultato       | Posizione       | Risultato       | Posizione       |
| ---------------------- | ------ | --------- | --------- | ---------------- | ---------------- | --------------- | --------------- | --------------- | --------------- |
| Fatima Sulaiman Dahman | 100 m  | 13"95     | 8ª        | non qualificata  | non qualificata  | non qualificata | non qualificata | non qualificata | non qualificata |

## Judo
Maschile
| Atleta       | Evento | Preliminari          | 16-esimi                        | Ottavi               | Quarti               | Semifinali           | Ripescaggio          | Med. bronzo          | Finale               | Posizione       |
| Atleta       | Evento | Avversario Risultato | Avversario Risultato            | Avversario Risultato | Avversario Risultato | Avversario Risultato | Avversario Risultato | Avversario Risultato | Avversario Risultato | Posizione       |
| ------------ | ------ | -------------------- | ------------------------------- | -------------------- | -------------------- | -------------------- | -------------------- | -------------------- | -------------------- | --------------- |
| Ali Khousrof | −60 kg | Bye                  | Y. Siccardi (MON) P (0012–0101) | non qualificato      | non qualificato      | non qualificato      | non qualificato      | non qualificato      | non qualificato      | non qualificato |

## Taekwondo
Maschile
| Atleta           | Evento | Ottavi                  | Quarti                    | Semifinale           | Ripescaggio Turno 1  | Ripescaggio Turno 2  | Finale               | Classifica      |
| Atleta           | Evento | Avversario Risultato    | Avversario Risultato      | Avversario Risultato | Avversario Risultato | Avversario Risultato | Avversario Risultato | Classifica      |
| ---------------- | ------ | ----------------------- | ------------------------- | -------------------- | -------------------- | -------------------- | -------------------- | --------------- |
| Tameem Al-Kubati | -58 kg | G. Mercedes (DOM) V 8-3 | Ó. Muñoz (COL) P 2-14 PTG | non qualificato      | non qualificato      | non qualificato      | non qualificato      | non qualificato |